# Вирва (права притока Вігору)
Ви́рва — річка у Польщі та Україні (Львівська обл., Самбірський р-н.). Права притока Вігору (басейн Вісли).

## Опис
Довжина 32 км, площа басейну 188 км². Долина Вирви переважно коритоподібна, річище слабозвивисте. Похил річки 9,7 м/км. Живлення здебільшого дощове. Характерні паводки зі значним підйомом рівнів. 

## Розташування
Бере початок у Карпатах (Східні Бескиди) на території Польщі. Тече переважно на північний схід і (в пониззі) на північ. В районі села Мігово річка входить на територію України. Протікає через місто Добромиль. На північний схід від смт Нижанковичі впадає до річки Вігор. 
Основні притоки: Арламівка (ліва), Чижка (права). 
Вирва протікає через такі населені пункти: Мігово, Велике, Княжпіль, м. Добромиль, Боневичі, Городисько, Нове Місто, Комаровичі, Боршевичі, Пацьковичі. 

## Етимологія
Назва утворена від вирва («вимоїна») і дана за характер течії.